# 観世華雪

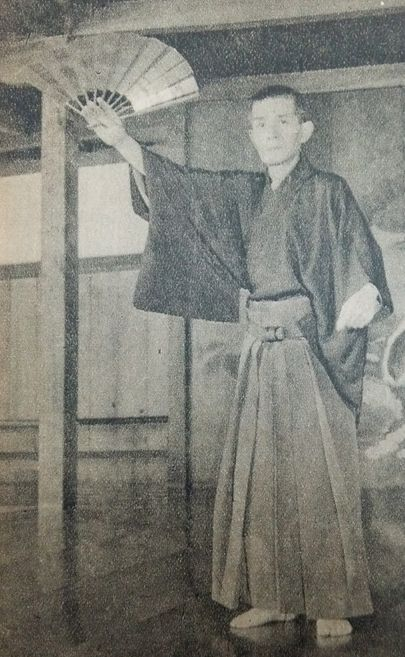
1947年

観世 華雪（かんぜ かせつ、1884年11月14日 - 1959年1月6日）は昭和期のシテ方観世流能楽師。観世銕之丞家六世当主、六世観世銕之丞。戦後の観世流を代表する名手であった。
1884年、五世観世銕之丞（後の観世紅雪）の長男として、東京に生れる。初名織雄。弟に後に養子となった七世観世銕之丞（観世雅雪）がいる。1910年、父の隠居をうけて当主名観世銕之丞を襲名。初代梅若実の次女・濱子と結婚し、父のほか、義父および義兄の梅若万三郎、二世梅若実に師事。1921年、梅若流創設の際には義兄二人とともにこれに参加するが、1929年、観世流に復帰。1939年に二十四世宗家観世左近が没した後、流儀の長老として二十五世宗家観世元正の後見役となる。
芸風は温雅で上品なやわらかみがあり、梅若万三郎、橋岡久三郎と並んで観世流の三名人といわれた。1947年、弟銕之丞に家督をゆずって隠居し、華雪の雪号を名乗る。1951年日本芸術院賞受賞。1952年日本芸術院会員。
1959年74歳で没した。戒名諦観院妍誉諍邦華雪居士。墓所は港区三田済海寺にある。